# Arrondissement di Meaux
L'arrondissement di Meaux è una suddivisione amministrativa francese, situata nel dipartimento di Senna e Marna e nella regione dell'Île-de-France.

## Composizione
L'arrondissement di Meaux raggruppa 128 comuni in 8 cantoni:
- cantone di Coulommiers
- cantone di Crécy-la-Chapelle
- cantone di Dammartin-en-Goële
- cantone di La Ferté-sous-Jouarre
- cantone di Lizy-sur-Ourcq
- cantone di Meaux-Nord
- cantone di Meaux-Sud
- cantone di Mitry-Mory